# Cécile Locatelli
Cécile Locatelli, née le 12 novembre 1970 à Grenoble, est une ancienne joueuse de football internationale française devenue entraîneuse.

## Carrière

### Professionnel
Née à Grenoble de parents italiens[réf. nécessaire], Cécile Locatelli obtient sa première licence en 1985 à l'âge de 15 ans avec l'équipe féminine de Claix. Elle y reste pendant quatre ans avant de partir pour le club de sa ville natale le FC Grenoble. L'année 1992 est l'année de Locatelli avec une première sélection en équipe de France le 28 mars 1992 contre la Norvège (0-0) et un transfert pour le club du FC Lyon.
L'année suivante, elle remporte un titre de championne de France avec son équipe ; elle remportera ce titre deux autres fois en 1995 et 1998.

### Équipe de France
Cécile Locatelli dispute de 1992 à 1998 quarante-quatre matchs avec l'équipe de France, jouant notamment trois matchs du championnat d'Europe en 1997 où la France ne passe pas les poules. Elle dispute son dernier match international le 15 février 1998 contre l'Angleterre (3-2).

### Médias
À l'occasion de la Coupe du monde féminine de football 2011, elle est recrutée comme consultante sur la chaîne de télévision Eurosport France pour commenter les matches de l'équipe de France avec Christophe Jammot et Jean-Luc Arribart.
Durant les Jeux olympiques 2020 à Tokyo, elle est de nouveau consultante pour Eurosport et commente les matchs de football.

### Carrière d'entraineur
Cécile Locatelli entraîne des jeunes filles talentueuses dans la région Rhône-Alpes en 2009 avant d'être recrutée au Centre technique national Fernand-Sastre par la FFF en 2014. Assistante de Guy Ferrier chez les U16 féminines, elle prend les rênes de la sélection en 2015.
En 2017, elle fait partie du staff d'Olivier Echouafni en vue du Championnat d'Europe de football féminin 2017 en Pays-Bas.
En 2019, elle prend la tête de la sélection française des moins de 17 ans, assistée de Stéphanie Trognon.

## Palmarès
- Championnat de France féminin de football : 1993, 1995, 1998 (3 fois)
- Challenge de France : 2003, 2004 (2 fois)